# 広島レッドフェニックス
広島レッドフェニックス（ひろしまレッドフェニックス）は、広島県安芸太田町を拠点としていたアマチュア野球のクラブチームである。

## 来歴
2006年2月10日に設立。広島県在住で一般企業に勤める砂守教雄が、大学や企業以外に野球ができる環境作りをめざしてチームの発足を企図し、これに元広島東洋カープの選手で四国アイランドリーグ・愛媛マンダリンパイレーツの初代監督であった西田真二が賛同して設立の運びとなった。
当初の構想では、監督には西田が就任し、コーチは元広島投手の田中和博が務め、40選手を擁して広島県野球連盟に登録し、都市対抗野球大会予選への出場を目指すことになっていた。同年2月26日にトライアウト、3月25日に結団式を行い、4月より毎週の土曜・日曜の練習を開始した。5月末時点では所属選手は11名だった。
しかし、同年10月には監督であった西田がアイランドリーグの香川オリーブガイナーズの監督への就任（同リーグへは2年ぶりの復帰）が決まり、チームを離れることになった。その後のチームの運営状況については不明のまま、2008年に廃部となっている。廃部に至るまで、広島県野球連盟には一度も加盟登録することはなかった。

## チーム概要
（2006年4月当時）
- 設立 : 2006年2月10日
- 本拠地 : 広島県安芸太田町の黒垰スポーツ広場
- 代表 : 砂守教雄
- 監督 : 西田真二（2006年10月退任）
- コーチ : 田中和博
- 活動日時 : 毎週土・日曜日
- 協力 : NPO法人リアルプロフェッショナルクラブ・プロ育成野球専門学院